# Daichi Matsuyama
Daichi Matsuyama (松山 大地 Matsuyama Daichi?,  nacido el 11 de enero de 1974 en Hokkaido) es un exfutbolista japonés. Jugaba de centrocampista y su último club fue el Consadole Sapporo de Japón.

## Trayectoria

### Clubes
| Club               | País  | Año         |
| ------------------ | ----- | ----------- |
| Bellmare Hiratsuka | Japón | 1993 - 1995 |
| Consadole Sapporo  | Japón | 1996        |

## Palmarés

### Títulos nacionales
| Título             | Club               | País  | Año  |
| ------------------ | ------------------ | ----- | ---- |
| Copa del Emperador | Bellmare Hiratsuka | Japón | 1994 |